# آنتونیو کونته (شمشیرباز)
آنتونیو کونته (ایتالیایی: Antonio Conte؛ ۱۱ دسامبر ۱۸۶۷ – ۴ فوریهٔ ۱۹۵۳) شمشیرباز اهل ایتالیا بود.
وی در مسابقات کشوری و بین‌المللی در مجموع برندهٔ ۱ مدال طلا شده‌است.